# Communauté de communes d’Altkirch
Die Communauté de communes d’Altkirch war ein französischer Gemeindeverband mit der Rechtsform einer Communauté de communes im Département Haut-Rhin in der Region Grand Est.  Sie wurde am 15. November 2001 gegründet und umfasste sechs Gemeinden. Der Verwaltungssitz befand sich im Ort Altkirch.

## Historische Entwicklung
Der Gemeindeverband bestand zunächst aus den vier Gemeinden im Jahr 2014 kamen zwei weitere hinzu.
Per 1. Januar 2017 wurde der Gemeindeverband mit
- Communauté de communes du Secteur d’Illfurth,
- Communauté de communes du Jura Alsacien,
- Communauté de communes Ill et Gersbach und
- Communauté de communes de la Vallée de Hundsbach

zunächst zur Communauté de communes d’Altkirch et Environs zusammengeschlossen, die kurz danach auf die aktuelle Bezeichnung Communauté de communes Sundgau umbenannt wurde.

## Ehemalige Mitgliedsgemeinden
1. Altkirch
2. Aspach
3. Carspach
4. Heimersdorf
5. Hirsingue
6. Hirtzbach